# Matti Klinge

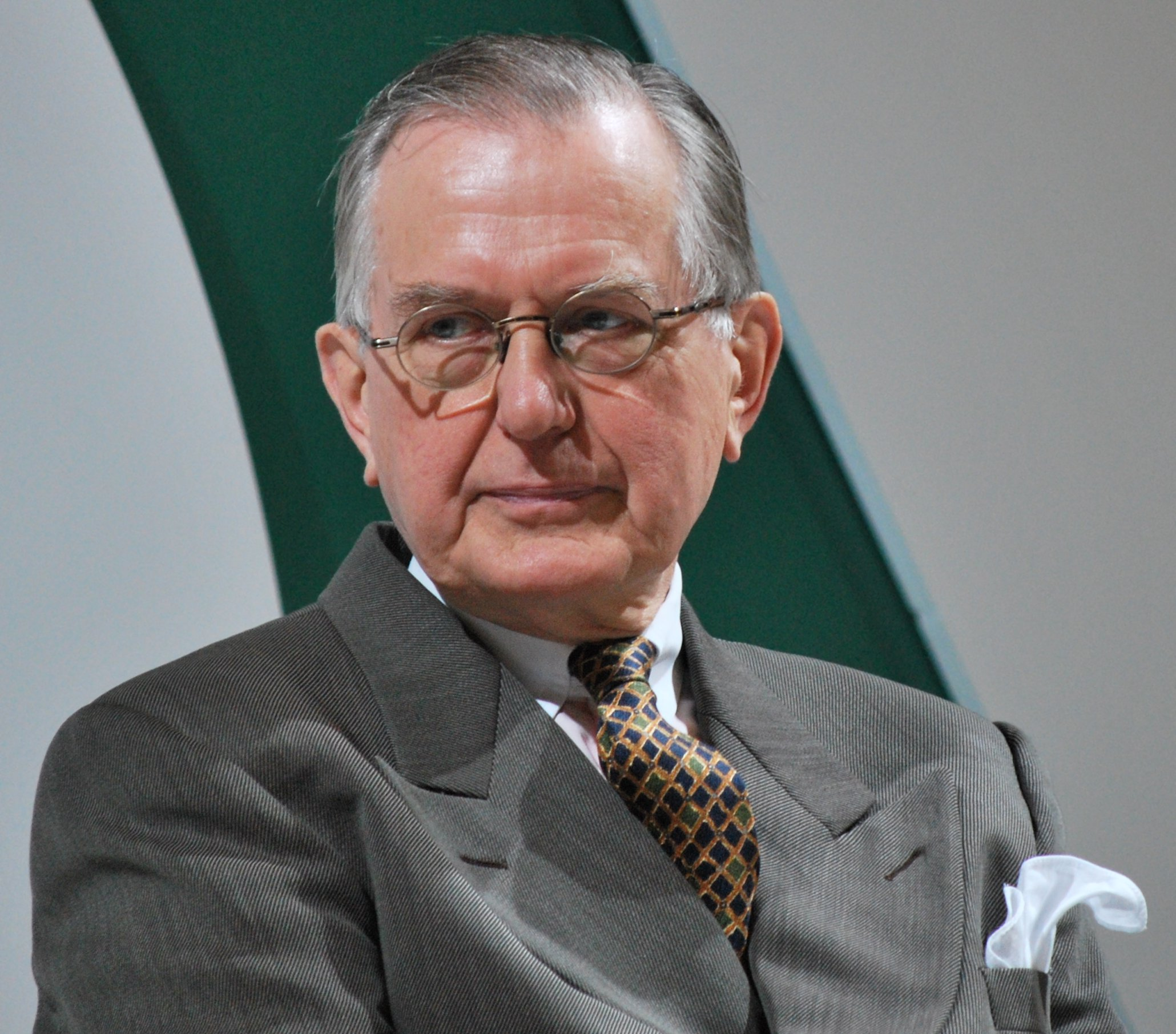
Matti Klinge (Oktober 2008)

Matti Klinge (* 31. August 1936 in Helsinki; † 5. März 2023) war ein finnischer Historiker.

## Biografie
Der Vater Paul Klinge hatte einen deutsch-baltischen Hintergrund und lebte in St. Petersburg bis 1919. Die Familie siedelte sich in Helsingfors an. Klinge studierte an der Universität Helsinki und wurde 1960 als bester Magisterstudent ausgezeichnet. Im Jahre 1967 wurde er promoviert. Von 1966 bis 1969 arbeitete er als Kurator am Mannerheim-Museum. Er war Gastprofessor an der Universität Paris von 1970 bis 1972. Dann hatte er die schwedische Professur für Geschichte an der Universität Helsinki von 1976 bis 2001 inne und war zeitweise dort Rektor. Er befasste sich mit den schwedischen und russischen Beziehungen Finnlands in der Mittellage zwischen „Bernadotte und Lenin“ (1975), mit Zacharias Topelius und Johan Ludvig Runeberg. Klinge gehört zu den profiliertesten finnischen Historikern besonders in der Ideengeschichte und war an der Entwicklung des Hauses der Europäischen Geschichte in Brüssel beteiligt. Er war der Chefredakteur der finnischen Nationalbiografie, Präsident der Finnischen Gesellschaft zum Studium des 18. Jahrhunderts und der Freunde von Marcel Proust.
Er gehörte zum Haut Conseil de l’Histoire Européenne in Paris, war Mitglied der Königlichen Akademie der Literatur und Geschichte in Stockholm und Ritter der Ehrenlegion, ab 2015 Offizier der Ehrenlegion.
Klinge war Ehrendoktor der Universität Greifswald (2006) und der Universität Uppsala (1989).

## Schriften (Auswahl)
- Geschichte Finnlands im Überblick. Otava, Helsinki 1977, zuletzt 4. Aufl. Otava, Helsinki 1995, ISBN 951-1-13822-7 (in 20 Sprachen übersetzt).
- Eine nordische Universität : die Universität Helsinki 1640–1990. Otava, Helsinki 1992. (finnisch 3 Bände 1987–1990), ISBN 951-1-12297-5.
- Let us be Finns. Essays on history. Otava, Helsinki 1992, ISBN 951-1-11180-9.
- Finnland in Europa. Otava, Helsinki 2004.
- Die Ostseewelt. 2., erw. Auflage. Schmidt-Römhild/Otava, 2011, ISBN 978-951-1-25168-2. (zuerst 1995)
- A history both Finnish and European. History and the culture of historical writing in Finland during the imperial period. Helsinki 2012, ISBN 978-951-653-390-5.

Festschrift
- H. Arnold Barton u. a.: Mare Nostrum - Mare Balticum. Commentationes in honorem professoris Matti Klinge. Raud Pub., Helsinki 2000, ISBN 952-9689-13-6.